# Maliq (Sänger)
Maliq (* 13. Dezember 1980; eigentlich Hauke Maleck) ist ein deutscher R&B-Sänger.

## Leben und Werk
Seine erste Plattenveröffentlichung war 1999 die Single Baby genial als Mitglied des Duos Jaymaliq (zusammen mit Robert „Jay“ Arwaj). 2001 nahm er an den Castings der zweiten Staffel von Popstars teil, musste jedoch wegen vertraglicher Schwierigkeiten aussteigen.
Der Durchbruch gelang ihm im Sommer 2006, als er mit der Single „Like the Wind“ mit den Vibekingz (bestehend aus DJ S.T.A.T.I.C. und DJ Size) in die Top 10 der deutschen Charts einstieg. Der Song ist eine Coverversion des alten Songs She’s Like the Wind von Patrick Swayze aus dem Film Dirty Dancing.
Gleichzeitig konnte sich seine Single „Follow Me“ mit Culcha Candela in den deutschen Charts platzieren. Das Stück ist der Titelsong des Films Hui Buh – Das Schlossgespenst.
Die zweite Singleauskopplung aus dem Album 24/7 Addicted der Vibekingz and Maliq ist This Letter (PS. I Still Luv U) und wurde am 27. Oktober 2006 veröffentlicht.